# Koli Nationalpark
Koli Nationalpark (finsk: Kolin kansallispuisto) er en nationalpark i kommunerne Joensuu, Lieksa og Kontiolahti i Nordkarelen i Finland . Den har et areal på 30 km2 med skovklædte bakker på den vestlige bred af søen Pielinen . Parken blev etableret i 1991 og styres i øjeblikket af Metsähallitus. Det blev oprindeligt styret af det finske skovforskningsinstitut, som også kaldes Metla .
Koli National Park bevarer områdets traditionelle landbrugsarv. Parken var engang et hedensk offersted og blev senere brugt til svedjebrug. Mens marker i parken ikke længere nedhugges og brændes, høstes hø hvert år, og traditionelle finske racer af køer og får græsser på enerne i Koli.
I henhold til centrale beskyttelsesmål er Koli Nationalpark opdelt i tre hovedzoner.
Der lægges streng vægt på det naturlige landskab og de geologiske aspekter af bjergzonen. I denne kulturzone opretholdes en række traditionelle landskaber gennem afbrænding, græsning og åbne marker i omdrift. Især skal den mangfoldige flora på åbne marker bevares ved skiftet.
I naturzonen er bakkernes skovlandskab, som også er beskyttet. Kolis terræn varierer meget, hvilket giver mulighed for mange forskellige biotoper i et lille område og et stort udvalg af arter . Det stenede terræn er relativt robust, men indeholder tæt plantevækst.

## Seværdigheder
Det mest kendte udsigtspunkt i parken er Ukko-Koli, som har en storslået udsigt mod øst over søen Pielinen. Nationalparkcenteret Ukko og Hotel Koli ligger tæt på stedet. To lange naturskønne lifte kører her om sommeren.
Der er også mange huler i Koli-området, såsom Pirunkirkko, som er 34 meter lang og 1-7 meter høj. 
Koli har inspireret mange malere og komponister, såsom Jean Sibelius, Juhani Aho og Eero Järnefelt. Järnefelt malede en stor landskabsscene med AW Finch og Ilmari Aalto i 1911. Dette maleri kan ses i Helsinki jernbanestations restaurant. 

Der er to skisportssteder i Koli-området: Loma-Koli for familier og Ukko-Koli for mere avancerede alpinløbere . Der er tre skilifte og seks skiløjper i Ukko-Koli. Det højeste lodrette fald er 230 meter og skiløjper varierer mellem 800 og 1.500 meter. Der er fire skilifte og seks skiløjper i Loma-Koli. Det højeste lodrette fald er 14m meter og skiløjperne er mellem 530 og 1.050 meter lange. To af pisterne er til snowboarding. Der er også sne slotte til børn. 